# 箴言
《箴言》（希伯來語：‎）是舊約聖經诗歌智慧书的第三卷，意思是智慧的話，教導人如何行事為人。

## 寫作背景
- 本書的標題出現不同的名稱，計有所羅門（本書的主要作者，作品包括希西家王手下所謄錄的部分，《箴言》第10章第1节参-《箴言》第22章第16节参及《箴言》第25章参-《箴言》第29章参）；智慧人（《箴言》第1章参-《箴言》第9章参及《箴言》第22章第17节参-《箴言》第24章第22节参）；雅基的兒子亞古珥（Agur son of Jakeh，30章）和利慕伊勒王（King Lemuel，31章）。從標題顯示，本書於所羅門統治期間開始蒐集彙編至250年後希西家統治時仍在彙編中，很可能在猶太人被擄歸回後才全部完成。

## 主題特色
- 本書主要是教導人過智慧而正確的生活。這裡所指的“智慧”，不是指人的智力；敬畏神和順從祂的律法，才是真智慧的實質。敬畏耶和华是知识的开端；愚妄人藐视智慧和训诲。（《箴言》第1章第7节参 ）人要過智慧的生活必須在人際關係、家庭、言行、思想上應用神教訓的原則。

- 希伯來文的“箴言”是明喻，比較的意思，指以一事比其他類似的事，為要顯出其本質，使人易於明白。本書的體裁以散文及詩句為主。從書中開首的勸勉和以主題彙編的格式來看，編者可能仿效了當時流行國際的文學形式。

- 書中一段更與當時埃及智慧言論集的內容相似，顯示作者受了它的影響。不過，二者的基本出發點大有差異：埃及智慧言論集包含道德教訓，但亦提倡機會主義 ，教人怎樣得到物質上的成就，而箴言則叫人過敬虔，公義和節制的生活。

- 本書用精簡的警句，重複地勸戒讀者，並以戲劇化的對比等，將正誤列出，闡明利害關係是非所在，讓讀者自己作出明智的抉擇，過智慧的生活。

## 本書大綱
1. 頌揚智慧（《箴言》第1章第1节参-《箴言》第9章第18节参）
2. 所羅門箴言第一集（《箴言》第10章第1节参-《箴言》第22章第16节参）
3. 智慧人的箴言（《箴言》第22章第17节参-《箴言》第24章第34节参）
4. 所羅門箴言第二集（《箴言》第25章第1节参-《箴言》第29章第27节参）
5. 亞古珥的箴言（《箴言》第30章第1节至第33节参）
6. 利慕伊勒王的箴言（《箴言》第31章第1节至第19节参）
7. 附錄（《箴言》第31章第10节至第31节参）

## 主要内容

### 第一部分
（《箴言》第1章第1节参-《箴言》第9章第18节参）這部分是一首連載詩，由若干段父親勸勉兒子的簡短訓話組成，內容談及心（整個內在為人）和慾望均需受智慧所指引。它教人認識智慧的價值和裨益：喜樂、愉快、和平與生命。在另一方面，它同時列出缺乏智慧的後果：痛苦和最後導致死亡。藉着考察世事的變幻和人生百態，箴言向我們提供研究人類行為的基礎，並助人了解這些行為在現今和將來所帶來的影響。箴言1:7道出了全書的主題：“敬畏耶和華是知識的開端。”我們的一切行動都必須顧及耶和華。箴言屢次提醒人千萬不要忘記上帝的律法，務要緊守祂的命令，切勿偏離這些教訓。
經文中的幾個主要字詞，例如智慧、知識、敬畏耶和華、管教和聰明等，有如幾條主要的線路把第一部分的內容交織起來。經文警告人要提防損友，切勿抗拒耶和華的管教，不要與淫婦發生苟且關係。箴言兩次以比喻的方式描述智慧在街上呼喚，這意味到它是人所能獲致的。經文把智慧人格化，描述它向無知的人呼喚，甚至向我們披露若干有關地球受造的事實。箴言是一本多麽令人驚奇的書！箴言的這部分以最初的同一主題：“敬畏耶和華是智慧的開端”作為結束。（《箴言》第9章第10节参）它首尾一貫地强調，在行事為人的每一方面，承認耶和華及謹守祂的公義乃是生命之道，並能保護我們免受傷害。

### 第二部分
（《箴言》第10章第1节参-《箴言》第24章第34节参）這部分含有許多適用於人生各方面的智慧箴言。它教導人以適當的方式應用這些教訓，目的是要幫助我們生活得更幸福愉快。它運用對比的方法去加深我們對這些教訓的印象。

#### 第10，11及12章所出現的一部分題目
- 愛心與仇恨的對比
- 智慧與愚昧的對比
- 誠實與欺詐的對比
- 忠信與誹謗的對比
- 真理與謬誤的對比
- 慷慨與吝嗇的對比
- 勤奮與懶惰的對比
- 行事忠誠與行事奸惡的對比
- 優良勸告與缺乏適當指引的對比
- 有德有智慧的妻子與无德无智慧的妻子的對比
- 公義與邪惡的對比
- 謙遜與狂妄的對比

仔細考慮這些題目與日常生活的關係可確信箴言是一部充滿實用價值的書。

#### 這部分其餘內容
（《箴言》第13章第1节参-《箴言》第24章第34节参）繼續提醒人留意耶和華的標準，使我們能够具有洞察力和辨識力。把書中涉及的人際多種情況一一羅列可以表明它的內容的確包羅萬象，十分廣泛。聖經對以下各題材均提出至為有益的訓示：偽善、狂妄僭越、守諾言、精明、交往、訓練和管教孩童、人以為正的事、不敏於動怒、憐憫受苦的人、奸詐、禱告、譏笑、知足、驕傲、不義之財、賄賂、爭辯、自制、與衆寡合、安靜、偏私、爭吵、謙卑、奢侈、照顧父母、酒精飲品、欺詐、為妻之道、禮物、借貸、仁慈、信心、产业權、持家之道、嫉妒、報復、空虚、回答柔和、沉思和真正的良伴等。這本書對日常事務提出巨量的明智勸告，在有些人看來，箴言所論述的若干事項似乎無關宏旨，但由此可以看出聖經並沒有忽略甚至在看來是小事的需要。在這方面，箴言的價值是難以衡量的。

### 第三部分
（《箴言》第25章第1节参-《箴言》第29章第27节参）這部分提供許多造就人的勸告，所論及的事包括尊榮、忍耐、仇敵、與愚昧人相處、尋樂、奉承、妒忌、朋友所加的傷痕、飢餓、誹謗、盡責、取利、認錯、苛政的弊端、傲慢、公義統治所帶來的福分、少年犯罪、待僕之道、洞察力和見識等。

### 第四部分
（《箴言》第30章第1节至第33节参）這部分是亞古珥的“真言”。執筆者在自認卑微之後，指出人根本沒有能力造出大地和其上的萬物。他聲稱上帝的話語是煉淨的，是個盾牌。他求上帝使虚假和謊言遠離他，使他也不貧窮，也不富足。他指出有一代人污穢不潔、高傲自大、貪婪成性，並且咒詛父母。有四樣永不“知足”的東西，也有四樣難於理解的奇事。（《箴言》第30章第15节至第16节参）內容也描述一個淫婦厚顔無恥地否認行淫。然後他列出四樣使地震動的事物，四樣天生聰明的小動物，並四種步行威武的走獸。執筆者運用適切的比喻，警告人“激動怒氣必起爭端”。（《箴言》第30章第33节参）

### 第五部分
（《箴言》第31章第1节至第31节参）這部分是利慕伊勒王的“真言”。它採用兩種寫作手法。首先它論及壞女人能使人身敗名裂，警告人酒能使人亂性，顛倒是非，並籲請人作公義的判決。其後的離合體則描述賢妻的種種才德，詳述她的價值，指出她深受信賴，對丈夫有益無損。她的優良品質包括：辛勤工作、清早起床、購買謹慎、恩待窮人、辦事精明、發言智慧、處事機敏、深受子女尊重，也贏得丈夫的稱讚。最重要的是，她敬畏耶和華。

## 基督新教觀點
箴言的有益目的由箴言起頭的一段話表明出來：“要使人曉得智慧和訓誨，分辨通達的言語，使人處事領受智慧、仁義、公平、正直的訓誨，使愚人靈明，使少年人有知識和謀略。”（《箴言》第1章第2节至第4节参）由於這緣故，箴言强調知識、智慧和理解力，每種品質都以其獨特的方式造益我們。

### 知识十分重要
敬畏耶和華是知識的開端。所以，“你須側耳聽受智慧人的言語，留心領會我的知識。”

### 智慧的含义
智慧意味到能够善用知識而為耶和華帶來讚美。務要獲得它。耶和華是智慧的來源。予人生命的智慧始於認識和敬畏耶和華──這便是得智慧的最大秘訣。所以要畏懼上帝，而非畏懼人。智慧的化身發出宣告，促請所有人改過自新。智慧在街市上呼喊。耶和華籲請一切缺乏經驗及愚昧無知的人要幡然悔悟，以智慧為糧。這樣他們即使家道貧寒，仍會因敬畏耶和華而喜樂。智慧的確帶來很多福分，産生十分有益的效果。智慧和知識──這些品質是思考能力的初步基礎，能對我們有保護作用。正如蜂蜜有益又甘甜，智慧亦然。智慧比金子更有價值；它是生命之樹。人沒有智慧便會滅亡，因為智慧能保全生命；它意味到生命。

### 理解力的重要性
除了知識和智慧之外，理解力也是必需的；因此，理解力意味到有能力看出各事之間的關係，也意味到表現辨識力而時刻以上帝為念，因為人是無法倚靠自己的理解力的。人若行事與耶和華相背，就絶對無法具有理解力或辨識力！我們必須積極尋求理解力，如同尋找隱藏的珍寶，然後才能養成這種能力。若要理解，我們必須先有知識。有理解力的人尋求知識便會獲得豐富的報酬，智慧會在他眼前。他會受到保護不致落入這個世界的無數陷阱中，例如能够避免受惡人所誘而與之同奔黑暗之路。感謝耶和華上帝──予人生命的知識、智慧和理解力的偉大來源！

### 重点要点
與箴言的有益目的一致，這本書提出很多受上帝感示的明智勸告，使我們能獲得理解力和防衛自己的心，“因為一生的果效是由心發出。”（《箴言》第4章第23节参）以下是整本書自始至終均加以强調的明智勸告的片段。
- 惡人和義人的對比：惡人會被自己的彎曲道路所絆倒，他的財富無法在上帝發怒的日子保護他。義人則有得永生的希望，且會獲得上帝的獎賞。[9]
- 需要保持道德清白：所羅門不斷警告人提防不道德。行淫的人會招致災禍及羞辱；他們的羞恥不會被除掉。“偷來的水”在年輕人看來可能是甜的，但妓女會陷入死亡之中，並且拖着缺乏經驗的犧牲者與之同行。陷入不道德的深坑中的人均受耶和華所譴責。[10]
- 需要保持自：醉酒和貪食受到譴責。所有想蒙上帝嘉許的人都必須在進食和喝酒方面表現適當的節制。[11]不輕易發怒的人富於辨識力，勝過取城的勇士。[12]若要避免有如骨中朽爛的妒忌和嫉妒，就必須有自制才行。[13]
- 明智及不智地使用言詞：乖謬的言語、毁謗者、作假見證者和作偽者會被揭發，因為這一切都是耶和華所憎惡的。[14]

人若説好話，就可以得生命；但愚頑人的口卻使他滅亡。“生死在舌頭的權下，喜愛它的，必吃它所結的果子。”（《箴言》第18章第21节参）毁謗、欺騙的言詞、諂媚、魯莽的話都受到譴責。説真話榮耀上帝則是明智之舉。
- 驕傲是愚昧的，謙卑則屬必要：驕傲人將自己抬高到超過他實際的情形，因此必然跌倒。心裏驕傲的人為耶和華所憎惡，但他卻把智慧、尊榮、富有和生命賜給謙卑的人。[16]
- 要勤勞，不怠惰：箴言對懶惰的人作了很多描述。這樣的人應該從螞蟻學得教訓而成為明智。可是，勤勞的人卻會興旺！[17]
- 正當的交往：凡是不敬畏耶和華的人、邪惡愚妄的人、輕易發怒的人、搬弄是非的人、貪食的人，與之交往都是不智的。相反，要與明智的人交往，你便會更有智慧。[18]
- 需要接受責備和糾正：“耶和華所愛的，祂必責備。”留意這種管教就可帶來尊榮和生命，但恨惡責備則會導致羞辱。[19]
- 關於作賢妻的勸告：箴言再三警告作妻子的不要成為好爭吵和貽羞的婦人。敬畏上帝的才德婦人在舌上有仁慈的法則；人若得到這樣的賢妻，就必蒙耶和華的恩惠。[20]
- 教養兒女：要經常教導兒女認識上帝的誡命，使他們不致忘記。從兒女的嬰孩時期開始，就要按照耶和華的訓示教養他們。當需要使用杖時，就不要不忍下手；使用杖是愛心的表現，杖打和責備可以使孩童有智慧。以上帝的方法養育孩子的，便會有明智的兒女而為父母帶來喜樂。[21]
- 有責任要幫助别人：箴言時常强調這件事。明智的人必須傳播知識以便使别人得益。此外，人必須慷慨寬大、憐憫貧困的人；這樣的施予等於借給耶和華，這種善行耶和華保證必償還。[22]
- 仰賴耶和華：箴言勸告我們要全心信賴耶和華，這的確是解決種種難題的要訣。我們必須在生活的每一方面都留意耶和華。人可以為自己計劃道路，但必須有耶和華指引他的腳步。耶和華的名是堅固台，義人奔入便得保護。要等候耶和華，以祂的話語為指南。[23]

### 教导和管教方面
在教導和管教自己及别人方面，箴言也十分有益。看箴言涉及到人際關係的各个层面。例如：
- 孤立自己，與上帝的崇拜者疏遠的后果。（《箴言》第18章第1节参）
- 有居高位的人要听矛盾双方的证词（《箴言》第18章第17节参）
- 玩危險的惡作劇的后果。（《箴言》第26章第18节至第19节参）
- 偏心的傾向的后果。（《箴言》第28章第21节参）
- 箴言對做生意的人、農夫、丈夫、妻子和兒女等都提出健全的訓示。
- 箴言幫助父母，使他們能够揭露青年人的人生路途上的許多陷阱。
- 明智的人可以教導缺乏經驗的人。

無論人的知识背景和文化背景怎样，住在什麽地方，箴言都是切合實際的；這本充滿訓示和勸告的書不會落伍。箴言的教訓是適時、切合實際和有益的，因为他来自于智慧的源泉。

### 涉及上帝的王国
箴言大部分由所羅門寫成，在使人歸正方面十分有益，並能使人歸向上帝。耶穌也幫助人歸向上帝；正如馬太福音12:42指出，他是“比所羅門更大”的一位。
箴言的读者应当看出耶和華揀選這位傑出的智者作王國的種子。他的寶座“靠公義堅立”，他的和平統治會比所羅門的統治帶來更大的繁榮。關於這個王國的統治，預言説：“王因仁慈和誠實得以保全他的國位，也因仁慈立穩。”這會為人類帶來永遠的公義統治；關於這點，箴言也説：“君王憑誠實判斷窮人；他的國位必永遠堅立。”因此，箴言不只引導人尋得知識、智慧、理解力和永遠的生命，更重要的是，這本書顯揚耶和華是真智慧的來源，他通過王國的繼承者基督耶穌將智慧賜給人。箴言让人體會上帝的王國和它現正按之施行統治的公義原則。

### 閱讀聖經
- 箴言 （页面存档备份，存于）
- 箴言（简） （页面存档备份，存于）

箴言在線翻譯版本：
- 猶太教譯本:
  - Mishlei - Proverbs (Judaica Press) （页面存档备份，存于） translation with Rashi's commentary at Chabad.org

- 基督教譯本：
  - 英王詹姆士譯本箴言
  - Bible Gateway 35種語言/50譯本 （页面存档备份，存于）
  - Unbound 聖經超過100中語言譯本 （页面存档备份，存于） 拜欧拉大学

- 文獻翻譯和解釋：
  - Proverbs: A Poetic Paraphrase by Bill Billions (The Book of Proverbs in Heroic Couplets)